# Roman Summereder

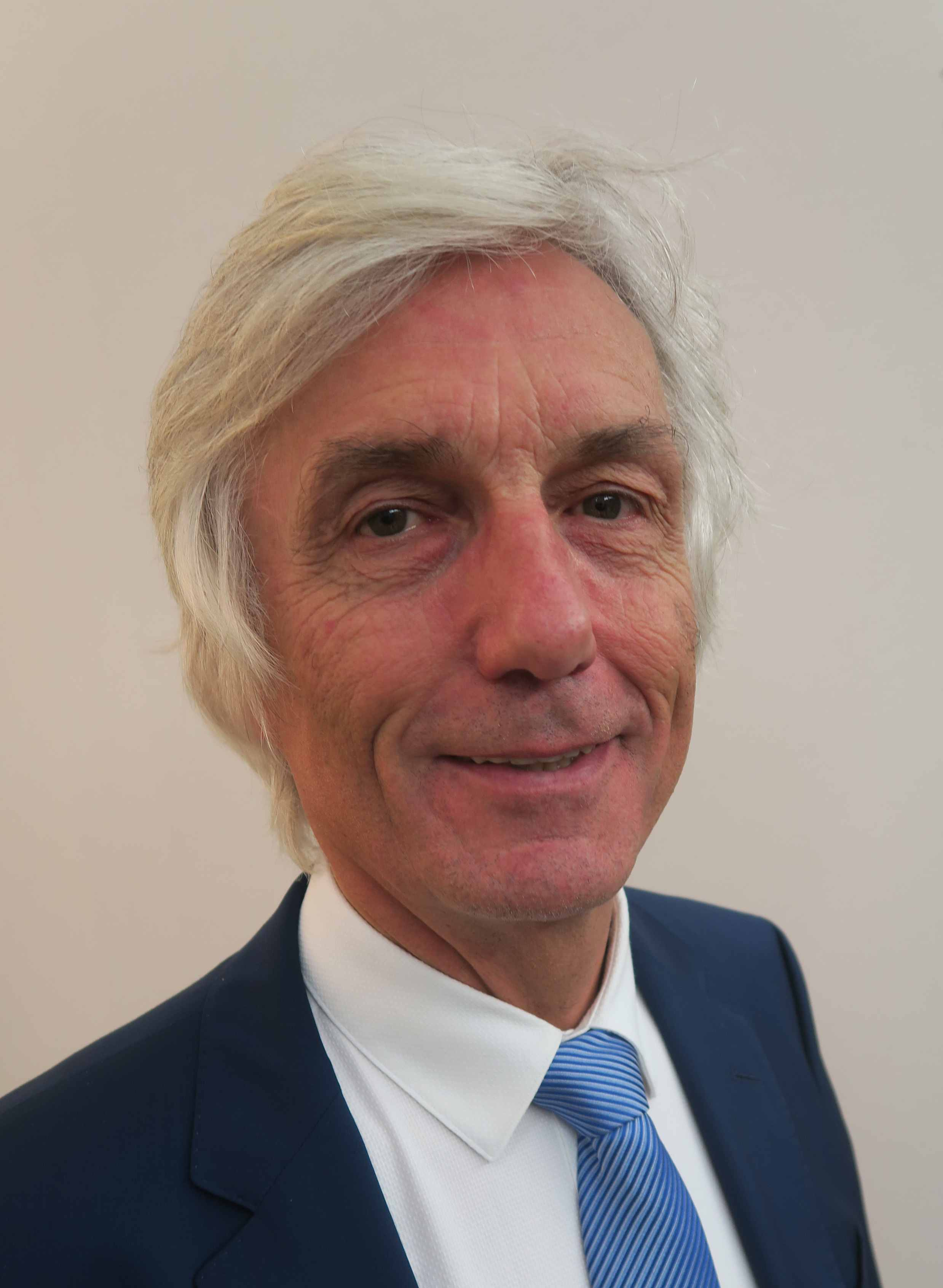
Roman Summereder (2018)

Roman Summereder (* 12. Juni 1954 in Ried im Innkreis) ist ein österreichischer Organist, Musikforscher, Publizist und Professor i. R. an der Universität für Musik und darstellende Kunst Wien.

## Leben
Nach der Matura am Humanistischen Gymnasium seiner Heimatstadt absolvierte er Studien an der Universität für Musik und darstellende Kunst in Wien (Kirchenmusik und Orgel bei Anton Heiller, am Konservatorium der Stadt Wien Musiktheorie und Komposition bei Kurt Schwertsik und am Conservatoire Royal de Bruxelles in der Cembaloklasse von Robert Kohnen).
Auf Korrepetitortätigkeit beim Wiener Jeunesse-Chor und am Brucknerkonservatorium in Linz folgte von 1979 bis 2019 eine pädagogische Laufbahn an der Hochschule (heute: Universität) für Musik und darstellende Kunst in Wien, wo er zunächst Partiturspiel, später auch Basso Continuo unterrichtete, 1999 mit der Leitung einer Orgelklasse betraut und 2002 zum ordentlichen Professor am gleichzeitig neugegründeten Institut für Orgel, Orgelforschung und Kirchenmusik ernannt wurde.Meisterkurse, Lesungen, Workshops, Orgelkonzerte und eine umfangreiche publizistische Tätigkeit ergänzen seine vielfältigen musikalischen und wissenschaftlichen Aktivitäten.
Roman Summereder konzertiert an historischen und modernen Instrumenten. Die Orgelmusik des 20. und 21. Jhs. bildet einen Schwerpunkt seines Repertoires, das mittlerweile mit CD-Einspielungen dokumentiert wird. Hinzu kommen Uraufführungen und österreichische Erstaufführungen. 2003 wirkte er mit „Volumina“ von György Ligeti im Dokumentarfilm „Grenzklänge – Das Phänomen György Ligeti“ mit, den der ORF zum 80. Geburtstag des Komponisten produziert hat (Regie und Konzeption: Herbert Eisenschenk). Die erstmalige Gesamteinspielung des Orgelwerks von Anton Heiller (1923–1979) vollendete Summereder 2014 an der Bruckner-Orgel der Stiftsbasilika St. Florian bei Linz.
Summereder ist mit der Organistin Angela Amodio verheiratet; die beiden konzertieren auch zusammen und spielen Werke für zwei Orgeln.

## Publikationen (Auswahl)
Beiträge in Sammelbänden und Periodika:
- So hat es begonnen. Roman Summereder im Gespräch mit Josef Friedrich Doppelbauer und Hedwig Ebermann über ein Kapitel musikalischer Zeitgeschichte in Oberösterreich. In: „Oberösterreich“. Kulturzeitschrift, Linz 1988/38. Jg./Heft 3.
- Zinn und Kupfer und Eichen / mir immer das Herz erweichen. Anmerkungen und Gespräche (mit Josef Friedrich Doppelbauer und Wilhelm Zika) zu einer österreichischen Spielart der Orgelbewegung. In: Österreichisches Orgelforum 1989/1–2.[6]
- Vielfalt und Einheit. Geistliches und Liturgisches bei Ernst Krenek (zu Kreneks 90. Geburtstag). In: Singende Kirche. Zeitschrift für katholische Kirchenmusik, Wien 1990/37. Jg./Heft 3 u. 4.
- Franz Schmidt umkreist – österreichische Orgelmusik zwischen den Weltkriegen. In: Carmen Ottner (Hg.): Franz Schmidt und die österreichische Orgelmusik seiner Zeit (Symposium 1991, Studien zu Franz Schmidt Bd. X), Wien 1992. ISBN 3-900695-24-5.
- Streifzug durch J. N. Davids Orgellandschaft. In: Singende Kirche. Zeitschrift für katholische Kirchenmusik, Wien 1995/42. Jg./Heft 3.
- Ein unbekanntes Textfragment von Josef Lechthaler als Spiegel von Widersprüchen in seinem Werk. In: Walter Pass (Hg.): Bekenntnis zur österreichischen Musik in Lehre und Forschung. Festschrift für Eberhard Würzl zum 80. Geburtstag, Wien 1996. ISBN 3 9012 5414 5
- Musik ohne Schlacken: Versuch über Entstehung, Umfeld und Aufführungspraxis von Karl Schiskes Orgelstücken. In: Grassl/Kapp/Rathgeber (Hg.): Österreichs neue Musik nach 1945: Karl Schiske. (Wiener Veröffentlichungen zur Musikgeschichte Bd. 7), Wien/Köln/Weimar 2008. ISBN 978-3-205-99491-6.
- Neues Bauen. Ein Panorama des Orgelbaus in Österreich nach 1945. In: Kurt Estermann (Hg.): Orgelrestauration und Orgelbau in Österreich nach dem 2. Weltkrieg. Egon Krauss zum 100. Geburtstag, Tagungsbericht 2005 (=Studia Wilthinensia Artis Organi, Bd. 2); Innsbruck 2008, ISBN 978-3-85061-453-5.
- J. S. Bachs Orgelwerk – Traditionen der Vermittlung in Österreich. In: Hochradner/Leisinger (Hg.): BACH – Beiträge zur Rezeptionsgeschichte, Interpretationsgeschichte und Pädagogik. Drei Symposien im Rahmen des 83. Bachfestes der neuen Bachgesellschaft in Salzburg 2008 (Bericht), Freiburg/Br./Berlin/Wien 2010 (=klang-reden. Schriften zur musikalischen Rezeptions- und Interpretationsgeschichte, Bd. 5). ISBN 978-3-7930-9638-2.
- Die Zukunft der Orgel. Schönbergs Textfragment und 100 Jahre österreichische Orgelmusik. In: Wolfgang Sauseng (Hg.): 100 Jahre Kirchenmusikstudium in Wien 1910–2010 (Festschrift zum 100-jährigen Jubiläum des Instituts für Orgel, Orgelforschung und Kirchenmusik an der Universität für Musik und darstellende Kunst Wien), Wien 2010. ISBN 978-3-200-02033-7
- Am Schnittpunkt der Kulturen. Ein Gespräch mit dem belgischen Orgelbauer Patrick Collon. In: Kunsträume 5 (2012), Hrsg. Universität für Musik und darstellende Kunst Wien.
- From Reger – via Hindemith, Messiaen and Ligeti – to the Present. In: Paul Peeters (ed.): The Haarlem Essays. Celebrating fifty international organ festivals. (=267. Veröffentlichung der Gesellschaft der Orgelfreunde), Bonn 2014. ISBN 978-3-928412-15-5
- luft von anderem planeten. Leitlinien zwischen Schmidt, Schönberg und David (Festvortrag). In: 5. Internationaler Franz-Schmidt-Orgelwettbewerb, Kitzbühel 2014, Dokumentation Hrsg. Franz-Schmidt-Gesellschaft.
- Jahr des Januskopfes – Reger 2016 Reda. In: Musik und Liturgie 2016/3, sowie in: Heinrich Schütz-Jahrbuch 39/2017.
- Heiller, Hindemith und andere. Eine Studie zur Aufführungspraxis im 20. Jh. In: Organum XX. Stationen österreichischer Orgelkultur im 20. Jh. In: Wiener Beiträge zur Orgel- und Kirchenmusik Bd. IV, Wolfgang Sauseng und Andreas Peterl (Hg.), Wien 2018.

### Bücher
- Aufbruch der Klänge. Materialien, Bilder, Dokumente zu Orgelreform und Orgelkultur im 20. Jahrhundert. Helbling, Innsbruck 1995 (1999), ISBN 3-900590-55-9.
- Als gingen uns jetzt erst die Ohren auf. Helmut Bornefeld, Siegfried Reda und die Heidenheimer Arbeitstage für neue Kirchenmusik 1946–1960. Ein Beitrag zu musikalischen Auseinandersetzungen der Nachkriegszeit (= Quellen und Studien zur Musik in Baden-Württemberg. Bd. 8). Strube, München 2010, ISBN 978-3-89912-138-4.

### Herausgeberschaft
- Philipp Jarnach: Romancero III op. 21 (Konzertstück für Orgel, 1928), ED 2087.

### Diskographie
- Heinrich Schütz: Kleine geistliche Konzerte SWV 282-337, zusammen mit dem Tölzer Knabenchor, Gesamtleitung: Gerhard Schmidt-Gaden (1987–1991), Vol. I/II/III, Capriccio 10 293, 10 388, 10 418.
- Späte Romantik – Frühe Moderne. Werke von Max Reger, Franz Schmidt, Philipp Jarnach, J. N. David, Siegfried Reda, an der Mahrenholz-Furtwängler-Orgel der Marienkirche in Göttingen (2004). Ambiente Audio ACD-1017.
- Von Anton Bruckner zu Anton Heiller (Orgellandschaft Oberösterreich Vol. VIII). Werke von Bruckner-Dittrich, F. Schmidt, J.N. David, E. Krenek, K. Schiske, A. Heiller, an den Orgeln der Stadtpfarrkirche Linz, Christuskirche Wels, Stiftsbasilika St. Florian (2005). Weinberg records SW 010226-2.
- Zungen aus Feuer. Werke von Arnold Schönberg, Olivier Messiaen, Siegfried Reda und György Ligeti, an der Reda-Schuke-Orgel der Petrikirche in Mülheim an der Ruhr (2007), ausgezeichnet mit dem Pasticcio-Preis des ORF. Ambiente Audio ACD-1024.
- Paul Hindemith: Sämtliche Werke für Orgel solo, an der Mahrenholz-Furtwängler-Orgel der Marienkirche Göttingen (2012). Ambiente Audio ACD-2024.
- Anton Heiller: Das Orgelwerk Vol. I/II/III, an der Bruckner-Orgel der Stiftsbasilika St. Florian bei Linz (2013/14). Ambiente Audio ACD-2027-2028-2029.
- Johann Nepomuk David, Ausgewählte Orgelwerke Vol. I (2017), aufgenommen an der David-Orgel der Christuskirche Wels und an der Bruckner-Orgel der Stiftsbasilika St. Florian bei Linz, Ambiente Audio ACD-2036.
- Johann Nepomuk David, Ausgewählte Orgelwerke Vol. II (2020), aufgenommen an der Mahrenholz-Furtwängler-Orgel der Marienkirche in Göttingen und an der Bruckner-Orgel der Stiftsbasilika St. Florian bei Linz, Ambiente Audio ACD-2040.[7]
- Johann Nepomuk David, Ausgewählte Orgelwerke Vol. III (2022), aufgenommen an der Bruckner-Orgel der Stiftsbasilika St. Florian bei Linz, Ambiente Audio ACD-2045